# Wilhelm Carl von Rothschild
El barón Wilhelm Carl von Rothschild (Fráncfort del Meno, 16 de mayo de 1828 - ibídem, 25 de enero de 1901) fue un banquero y filántropo de origen alemán integrante de la familia Rothschild. Fue un pionero de la Aliyá a Eretz Israel.

## Biografía
Wilhelm Carl fue el tercero de cuatro hijos de Carl Mayer von Rothschild y su esposa Adelaida Hertz. Junto con su hermano Carl Mayer se hizo cargo, tras la muerte de su tío Mayer Amschel en 1855, de la gestión del banco M A Rothschild & Sons en Fráncfort del Meno.
Después de la muerte de su hermano, Wilhelm Carl quedó como único propietario de la sede de Fráncfort. Dado que tanto Carl Mayer como Wilhelm Carl no tuvieron herederos varones y, de acuerdo con la tradición familiar, la rama Fráncfort de los Rothschild se discontinuó.
En 1849 se casó con Hannah Mathilde von Rothschild, la hija de Anselm Salomon von Rothschild, de la rama austríaca de la familia. La pareja tuvo tres hijas, Hannah Mathilde von Rothschild (1832–1924) - Eine stille Sammlerin. la mayor de las cuales, Georgin Sara (1851-1869), falleció en Baden-Baden. En su memoria creó la Fundación Georgin Sara von Rothschild para la salud, donando un hospital de niños, activo hasta el presente. La segunda hija, Adelheid von Rothschild (1853-1935), se casó en 1877 con Edmond de Rothschild, de la rama parisina de la familia. La hija más joven, Minna Caroline (Minka) (1857-1903), se casó en 1878 con el banquero Maximilian Benedikt von Goldschmidt (1843-1940), de Fráncfort.
Después de la muerte de Wilhelm Carl von Rothschild, el último hombre Rothschild en Frankfurt, su yerno Maximilian y su esposa Minna cambiaron el apellido para Goldschmidt-Rothschild. 